# Rivulus pinima
 Rivulus pinima és un peix de la família dels rivúlids i de l'ordre dels ciprinodontiformes.

## Distribució geogràfica
Es troba a Sud-amèrica: riu Paranà (Brasil).